# Ácido fitánico
El ácido fitánico es un ácido graso de cadena ramificada que los humanos pueden obtener a través del consumo de productos lácteos, grasas animales rumiantes y ciertos pescados. Se estima que las dietas occidentales proporcionan 50 a 100 mg de ácido fitánico por día. La acumulación del ácido fitánico en tejidos produce una leucodistrofia poco frecuente denominada enfermedad de Refsum.